# Respectable (The Rolling Stones)
Respectable è un brano musicale del gruppo rock britannico The Rolling Stones presente nel loro album Some Girls del 1978, e pubblicato come singolo nello stesso anno in Gran Bretagna. La canzone venne composta da Mick Jagger e Keith Richards. Nelle note interne della compilation Jump Back: The Best of The Rolling Stones del 1993 (sulla quale è inclusa), a proposito della traccia Jagger disse: «Penso diventammo più aggressivi all'epoca a causa del punk...»

## Il brano
Registrata nel periodo ottobre-dicembre 1977, Respectable venne originariamente scritta da Mick Jagger come una canzone dall'andamento più lento, ma il chitarrista Keith Richards volle imprimergli sonorità maggiormente rock. Jagger definì la canzone "il punk incontra Chuck Berry...". 
Le parole del testo narrano la storia di una donna "molto rispettabile", un'arrampicatrice sociale pronta ad entrare nell'alta società, e dei ripetuti tentativi da parte di Jagger di ricordarle da dove arrivi veramente. Jagger disse all'epoca della pubblicazione del brano: «Respectable nacque veramente nella mia testa come una canzone su quanto fossimo diventati rispettabili come band in maniera presunta, "siamo così rispettabili", "adesso siamo così rispettati in società", ecc... Intendevo veramente il gruppo. Mia moglie era una persona molto onesta, e la canzone non parla di lei... È molto rock & roll. Non è come Sara (di Bob Dylan). Respectable è molto spensierata quando la ascolti. Questo perché non mi piace separare il testo dalla musica. Perché quando la senti, non è com'è realmente, è il modo in cui la facciamo...»

### Pubblicazione
Respectable venne pubblicata su singolo in Gran Bretagna il 15 settembre 1978, dove raggiunse la posizione numero 23 della Official Singles Chart, all'epoca il peggior risultato di un 45 giri degli Stones nel Regno Unito. Per la canzone venne girato un videoclip, diretto da Michael Lindsay-Hogg, con i membri del gruppo in un atteggiamento "punk". Un fermo immagine del video (con eliminato il bassista Bill Wyman che nel frattempo era uscito dagli Stones) venne utilizzato per la copertina della compilation Rarities 1971–2003 del 2005. Il brano fu inoltre inserito in successive raccolte della band quali Jump Back, e GRRR!.

### Esecuzioni dal vivo
Una versione dal vivo della canzone tratta dal Bridges to Babylon Tour del 1997-1998 è stata pubblicata nell'album No Security.
Gli Stones sono stati raggiunti sul palco da John Mayer per suonare una versione dal vivo di Respectable durante il "50 and Counting Tour" il 13 dicembre 2012 al Prudential Center di Newark, New Jersey.

## Tracce singolo UK
EMI 2861
1. Respectable - 3:05
2. When the Whip Comes Down - 4:18

## Classifica
| Classifica (1978)                    | Posizione |
| ------------------------------------ | --------- |
| Ireland (IRMA)                       | 16        |
| Netherlands (Dutch Charts)           | 18        |
| Netherlands (Mega Single Top 100)    | 16        |
| UK Singles (Official Charts Company) | 23        |

## Curiosità
- La band canadese Les Respectables ha preso il proprio nome dal titolo della canzone dei Rolling Stones.